# Fogo
Fogo (portugalsky Ilha do Fogo) je ostrov v Kapverdách. Má rozlohu 476 km² a leží na jihu země v ostrovní skupině Sotavento (Závětrné ostrovy). Žije na něm 37 000 obyvatel a je čtvrtý nejlidnatější z Kapverdských ostrovů. Původně neobydlený ostrov objevil v roce 1460 italský mořeplavec Antonio da Noli.
Ostrov je tvořen stratovulkánem Pico do Fogo, jehož vrchol se nachází ve výšce 2829 metrů nad mořem a je nejvyšší horou země. Sopka je aktivní: od jejího objevení bylo zaznamenáno přes třicet erupcí, k největší došlo v roce 1680 a část obyvatel se po ní odstěhovala na sousední ostrov Brava. Pico do Fogo soptila naposledy v listopadu 2014. Vulkanická aktivita dala ostrovu také název: Ilha do Fogo znamená v portugalštině „ostrov ohně“.
Sopka tvoří kalderu o průměru devět kilometrů, v níž se nachází vesnice Chã das Caldeiras. Sopečná půda je velmi úrodná, pěstuje se réva vinná, kávovník a papája obecná, roste zde také endemická léčivá rostlina losma (Artemisia gorgonum). Dalšími zdroji příjmů obyvatel jsou rybolov, turistický ruch a také remitence od ostrovanů žijících v Evropě a USA.
Největším městem na Fogu je São Filipe s více než osmi tisíci obyvatel, ležící na jihozápadním pobřeží. V jeho blízkosti se nachází také letiště. Ostrov se administrativně dělí na tři části: Mosteiros, Santa Catarina do Fogo a São Filipe.